# Mongólia himnusza
A Монгол улсын төрийн дуулал (Mongol Ulszín törín dúlal) Mongólia nemzeti himnusza.

## Története

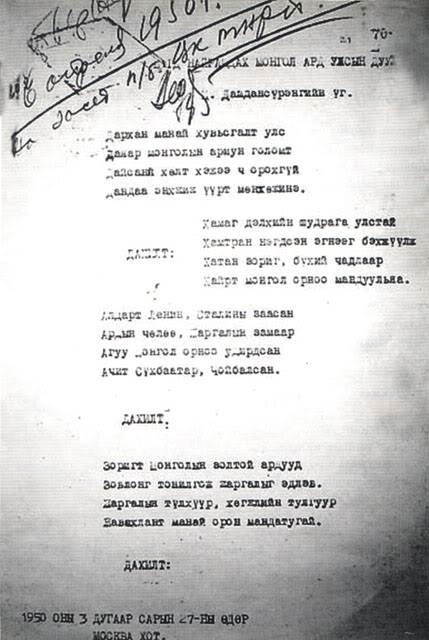
A mongol himnusz eredeti, 1950-es szövege

A himnusz jelenlegi zenéjét 1950-ben szerezte Bilegiin Damdinsüren, és Luvsanjambyn Mördorj, a szövegét pedig Tsendiin Damdinsüren írta. Mongólia a 20. században két különböző himnuszt használt: az elsőt, az ún. "Mongol Internationale"-t 1924 és 1950 között, Sonombaljiryn Buyannemekh szövegével és Magsarjavyn Dugarjav zenéjével. Ezt 1950-ben cserélték le. 1991-ben némileg megváltoztatták a szöveget, mivel korábban megemlítették benne Sztálint, Lenint, Horlógín Csojbalszant, és Damdin Szühebátort. 2006. július 6-án a mongol parlament ismét módosította a szöveget, Dzsingisz nagykán emlékére.
Mongóliában jelenleg törvény írja elő, hogy a nemzeti himnuszt az adások befejezése előtt mindennap le kell adni a médiában.

## Szövege

### Jelenlegi szöveg (2006-tól)
| Cirill írással | Latin írással | Mongol írással |
| --- | --- | --- |
| Дархан манай тусгаар улс Даяар монголын ариун голомт Далай их дээдсийн гэгээн үйлс Дандаа энхжиж, үүрд мөнхөжнө. Хамаг дэлхийн шударга улстай Хамтран нэгдсэн эвээ бэхжүүлж Хатан зориг, бүхий л чадлаараа Хайртай Монгол орноо мандуулъя. Өндөр төрийн минь сүлд ивээж Өргөн түмний минь заяа түшиж Үндэс язгуур, хэл соёлоо Үрийн үрдээ өвлөн бадраая. Эрэлхэг Монголын золтой ардууд Эрх чөлөө жаргалыг эдлэв Жаргалын түлхүүр, хөгжлийн тулгуур Жавхлант манай орон мандтугай. | Darhan manaj tuszgár ulsz Dajár mongolín ariun golomt Dalaj ih dédszín gegén üjlsz Dandá enhzsizs, űrd mönhözsnö. Hamag delhín sudarga ulsztaj Hamtran negdszen evé behzsűlzs Hatan zorig, bühí l csadlárá Hajrtaj Mongol ornó mandúlja. Öndör törín miny szüld ivézs Örgön tümní miny zajá tüsizs Ündesz jazgúr, hel szojoló Ürín ürdé övlön badrája. Erelheg Mongolín zoltoj ardúd Erh csölő zsargalíg edlev Zsargalín tülhűr, högzslín tulgúr Zsavhlant manaj oron mandtugaj. | ᠠᠷᠬᠠᠨ ᠮᠠᠨᠠᠶ ᠲᠤᠰᠠᠭᠠᠷ ᠤᠯᠥᠰ ᠳᠠᠶᠠᠭᠠᠷ ᠮᠤᠩᠭᠣᠯ ᠤᠨ ᠠᠷᠢᠭᠤᠨ ᠭᠤᠯᠤᠮᠲᠠ ᠳᠠᠯᠠᠢ ᠶᠡᠬᠡ ᠳᠡᠭᠡᠳᠦᠰ ᠤᠨ ᠭᠡᠭᠡᠨ ᠦᠢᠯᠡᠰ ᠳᠠᠩᠳᠠ ᠡ᠊ᠩᠬᠡᠵᠢᠵᠦ᠂ ᠡᠭᠦᠷᠢᠳᠡ ᠮᠦᠩᠬᠡᠵᠢᠨ᠎ᠠ᠃ ᠬᠠᠮᠤᠭ ᠳᠡᠯᠡᠭᠡᠢ ᠢᠨ ᠰᠢᠳᠤᠷᠭᠤ ᠤᠯᠤᠰ ᠲᠠᠢ ᠬᠠᠮᠲᠤᠷᠠᠨ ᠨᠢᠭᠡᠳᠦᠭᠰᠡᠨ ᠡᠪ ᠢᠶᠡᠨ ᠪᠡᠬᠢᠵᠢᠭᠦᠯᠵᠦ ᠬᠠᠲᠤᠨ ᠵᠤᠷᠢᠭ ᠪᠦᠬᠦᠶᠢᠯᠠ ᠴᠢᠳᠠᠯ ᠢᠶᠠᠷ ᠢᠶᠠᠨ ᠬᠠᠢᠢᠷᠠᠲᠠᠢ ᠮᠣᠩᠭᠤᠯ ᠤᠷᠤᠨ ᠢᠶᠠᠨ ᠮᠠᠨᠳᠤᠭᠤᠯᠤᠢ᠎ᠠ᠃ ᠦᠨᠳᠦᠷ ᠲᠦᠷᠦ ᠢᠨ ᠮᠢᠨᠢ ᠰᠦᠯᠳᠡ ᠢᠪᠡᠭᠡᠵᠦ ᠦᠷᠭᠡᠨ ᠲᠦᠮᠡᠨ ᠦ ᠮᠢᠨᠢ ᠵᠠᠶᠠᠭ᠎ᠠ ᠲᠦᠰᠢᠵᠦ ᠦᠨᠳᠦᠰᠦ ᠢᠵᠠᠭᠤᠷ᠂ ᠬᠡᠯᠡ᠂ ᠰᠤᠶᠤᠯ ᠢᠶᠠᠨ ᠦᠷ᠎ᠡ ᠢᠨ ᠦᠷ᠎ᠡ ᠋ᠳ᠋ᠡᠭᠡᠨ ᠦᠪᠯᠡᠨ ᠪᠠᠳᠠᠷᠠᠭᠠᠶ᠎ᠠ᠃ ᠡᠷᠡᠯᠬᠡᠭ᠌ ᠮᠣᠩᠭᠤᠯ ᠤᠨ ᠵᠤᠯ ᠲᠠᠢ ᠠᠷᠠᠳ ᠦᠳ ᠡᠷᠬᠡ ᠴᠢᠯᠦᠭᠡ ᠵᠢᠷᠭᠠᠯ ᠢ ᠡᠳ᠋ᠯᠡᠪᠡ ᠵᠢᠷᠭᠠᠯ ᠤᠨ ᠲᠦᠯᠬᠢᠭᠦᠷ᠂ ᠬᠦᠭ᠍ᠵᠢᠯ ᠦᠨ ᠲᠤᠯᠭᠠᠭᠤᠷᠢ ᠵᠢᠪᠬᠤᠯᠠᠩᠲᠤ ᠮᠠᠨᠠᠶ ᠤᠷᠤᠨ ᠮᠠᠨᠳᠤᠲᠤᠭᠠᠢ᠅ |

### 1992-2006
| Cirill írással | Latin írással | Mongol írással |
| --- | --- | --- |
| Дархан манай хувьсгалт улс Даяар монголын ариун голомт Дайсны хөлд хэзээ ч орохгүй Дандаа энхжин үүрд мөнхжинө. Хамаг дэлхийн шударга улстай Хамтран нэгдсэн эгнээг бэхжүүлж Хатан зориг, бүхий л чадлаараа Хайртай Монгол орноо мандуулъя. Зоригт Монголын золтой ардууд Зовлонг тонилгож, жаргалыг эдлэв Жаргалын түлхүүр, хөгжлийн тулгуур Жавхлант манай орон мандтугай. Хамаг дэлхийн шударга улстай Хамтран нэгдсэн эгнээг бэхжүүлж Хатан зориг, бүхий л чадлаараа Хайртай Монгол орноо мандуулъя. | Darhan manaj huvyszgalt ulsz Dajár mongolín ariun golomt Dajszní höld hezé cs orohgüj Dandá enhzsin űrd mönhzsinö. Hamag delhín sudarga ulsztaj Hamtran negdszen egnég behzsűlzs Hatan zorig, bühí l csadlárá Hajrtaj Mongol ornó mandúlja. Zorigt Mongolín zoltoj ardúd Zovlong tonilgozs, zsargalíg edlev Zsargalín tülhűr, högzslín tulgúr Zsavhlant manaj oron mandtugaj. Hamag delhín sudarga ulsztaj Hamtran negdszen egnég behzsűlzs Hatan zorig, bühí l csadlárá Hajrtaj Mongol ornó mandúlja. | ᠬᠠᠨ ᠮᠠᠨᠠᠶ ᠬᠤᠪᠰᠭᠠᠯᠲ ᠤᠯᠤᠰ ᠳᠠᠶᠠᠷ ᠮᠣᠩᠭᠣᠯ ᠤᠨ ᠠᠷᠢᠭᠤᠨ ᠭᠤᠯᠤᠮᠲᠠ ᠳᠠᠢᠰᠨᠢ ᠺᠥᠯᠳ ᠺᠡᠽᠡᠡ ᠴ ᠣᠷᠣᠺᠭᠦᠢ ᠳᠠᠩᠳᠠ ᠡ᠊ᠩᠬᠡᠵᠢᠵᠦ᠂ ᠡᠭᠦᠷᠢᠳᠡ ᠮᠦᠩᠬᠡᠵᠢᠨᠠ᠃ ᠬᠠᠮᠤᠭ ᠳᠡᠯᠡᠭᠡᠢ ᠢᠨ ᠰᠢᠳᠤᠷᠭᠤ ᠤᠯᠤᠰ ᠲᠠᠢ ᠬᠠᠮᠲᠤᠷᠠᠨ ᠨᠢᠭᠡᠳᠦᠭᠰᠡᠨ ᠡᠪ ᠢᠶᠡᠨ ᠪᠡᠬᠢᠵᠢᠭᠦᠯᠵᠦ ᠬᠠᠲᠤᠨ ᠵᠤᠷᠢᠭ ᠪᠦᠬᠦᠶᠢᠯᠠ ᠴᠢᠳᠠᠯ ᠢᠶᠠᠷ ᠢᠶᠠᠨ ᠬᠠᠢᠢᠷᠠᠲᠠᠢ ᠮᠣᠩᠭᠤᠯ ᠤᠷᠤᠨ ᠢᠶᠠᠨ ᠮᠠᠨᠳᠤᠭᠤᠯᠤᠢᠠ᠃ ᠵᠣᠷᠭᠳ ᠮᠣᠩᠭᠣᠯ ᠤᠨ ᠽᠣᠯᠳᠣᠢ ᠠᠷᠳᠤᠳ ᠵᠣᠪᠯᠣᠩᠭ ᠳᠣᠨᠢᠯᠭᠭᠣᠵ ᠵᠠᠷᠭᠠᠯᠢᠭ ᠡᠳ᠋ᠯᠡᠪᠡ ᠵᠠᠷᠭᠠᠢᠨ ᠳᠦᠯᠬᠦᠦᠷ ᠬᠥᠭᠵᠯᠢᠢᠨ ᠳᠤᠯᠭᠤᠤᠷ ᠵᠢᠪᠬᠤᠯᠠᠩᠲᠤ ᠮᠠᠨᠠᠶ ᠤᠷᠤᠨ ᠮᠠᠨᠳᠤᠲᠤᠭᠠᠢ᠃ ᠬᠠᠮᠤᠭ ᠳᠡᠯᠡᠭᠡᠢ ᠢᠨ ᠰᠢᠳᠤᠷᠭᠤ ᠤᠯᠤᠰ ᠲᠠᠢ ᠬᠠᠮᠲᠤᠷᠠᠨ ᠨᠢᠭᠡᠳᠦᠭᠰᠡᠨ ᠡᠪ ᠢᠶᠡᠨ ᠪᠡᠬᠢᠵᠢᠭᠦᠯᠵᠦ ᠬᠠᠲᠤᠨ ᠵᠤᠷᠢᠭ ᠪᠦᠬᠦᠶᠢᠯᠠ ᠴᠢᠳᠠᠯ ᠢᠶᠠᠷ ᠢᠶᠠᠨ ᠬᠠᠢᠢᠷᠠᠲᠠᠢ ᠮᠣᠩᠭᠤᠯ ᠤᠷᠤᠨ ᠢᠶᠠᠨ ᠮᠠᠨᠳᠤᠭᠤᠯᠤᠢᠠ᠃ |

### 1961-1991
| Cirill írással | Latin írással | Mongol írással |
| --- | --- | --- |
| Урьдийн бэрх дарлалыг устгаж Ардын эрх жаргалыг тогтоож Бүх нийтийн зоригийг илтгэсэн Бүгд Найрамдах Улсаа байгуулсан. Сайхан Монголын цэлгэр орон Саруул хөгжлийн дэлгэр гүрэн Үеийн үед энхжин бадартугай Үүрдийн үүрд батжин мандтугай. Ачит нам алсыг гийгүүлж Хүчит түмэн улсыг хөгжүүлж Бууршгүй зүтгэл дүүрэн хөвчилсөн Цуцашгүй тэмцэл түүхийг товчилсон. Сайхан Монголын цэлгэр орон Саруул хөгжлийн дэлгэр гүрэн Үеийн үед энхжин бадартугай Үүрдийн үүрд батжин мандтугай. Зөвлөлт оронтой заяа холбож Дэвшилт олонтой санаа нийлж Хандах зүгийг бахтай барьсан Мандах коммунизмыг цогтой зорьсон. Сайхан Монголын цэлгэр орон Саруул хөгжлийн дэлгэр гүрэн Үеийн үед энхжин бадартугай Үүрдийн үүрд батжин мандтугай. | Urydín berh darlalíg usztgazs Ardín erh zsargalíg togtózs Büh nítín zorigíg iltgeszen Bügd Najramdah Ulszá bajgúlszan. Szajhan Mongolín celger oron Szarúl högzslín delger güren Üjeín üjed enhzsin badartugaj Űrdín űrd batzsin mandtugaj. Acsit nam alszíg gígűlzs Hücsit tümen ulszíg högzsűlzs Búrsgüj zütgel dűren hövcsilszön Cucasgüj temcel tűhíg tovcsilszon. Szajhan Mongolín celger oron Szarúl högzslín delger güren Üjeín üjed enhzsin badartugaj Űrdín űrd batzsin mandtugaj. Zövlölt orontoj zajá holbozs Devsilt olontoj szaná nílzs Handah zügíg bahtaj baryszan Mandah kommunizmíg cogtoj zoryszon. Szajhan Mongolín celger oron Szarúl högzslín delger güren Üjeín üjed enhzsin badartugaj Űrdín űrd batzsin mandtugaj. | ᠷᠢᠳᠢᠢᠨ ᠪᠡᠷᠬ ᠳᠠᠷᠯᠠᠯᠢᠭ ᠤᠨᠳᠭᠠᠵ ᠠᠷᠳᠢᠨ ᠡᠷᠬ ᠵᠠᠷᠭᠠᠯᠢᠭ ᠳᠣᠭᠳᠣᠣᠵ ᠪᠦᠬ ᠨᠢᠢᠳᠢᠢᠨ ᠵᠣᠷᠢᠭᠢᠢᠭ ᠢᠯᠳᠭᠡᠰᠡᠨ ᠪᠦᠭᠳ ᠨᠠᠢᠷᠠᠮᠳᠠᠬ ᠤᠯᠤᠰᠠ ᠪᠠᠢᠭᠤᠤᠯᠤᠰᠠᠨ᠃ :ᠰᠠᠡᠬᠠᠨ ᠮᠣᠩᠭᠣᠯᠢᠨ ᠴᠡᠯᠭᠡᠷ ᠣᠷᠣᠨ :ᠰᠠᠷᠤᠤᠯ ᠬᠥᠭᠵᠯᠢᠢᠨ ᠳᠡᠯᠭᠡᠷ ᠭᠦᠷᠡᠨ :ᠦᠶᠡᠢᠢᠨ ᠦᠶᠡᠳ ᠡᠨᠬᠵᠢᠨ ᠪᠠᠳᠠᠷᠳᠤᠭᠠᠡ :ᠦᠦᠷᠳᠤᠤᠨ ᠦᠦᠷᠳ ᠪᠠᠳᠵᠢᠨ ᠮᠠᠨᠳᠤᠲᠤᠭᠠᠢ᠃ ᠠᠴᠡᠳ ᠨᠠᠮ ᠠᠯᠨᠢᠭ ᠭᠢᠢᠭᠦᠦᠯᠵ ᠬᠦᠴᠢᠳ ᠳᠦᠮᠡᠨ ᠤᠯᠤᠰᠢᠭ ᠬᠥᠭᠵᠦᠦᠯᠵ ᠪᠤᠤᠷᠱᠭᠦᠢ ᠵᠦᠳᠭᠡᠯ ᠳᠦᠦᠷᠡᠨ ᠬᠥᠪᠴᠢᠯᠰᠣᠨ ᠴᠤᠴᠠᠱᠭᠦᠢ ᠳᠡᠮᠴᠡᠨ ᠳᠦᠦᠬᠢᠢᠭ ᠳᠣᠪᠢᠯᠰᠣᠨ᠃ :ᠰᠠᠡᠬᠠᠨ ᠮᠣᠩᠭᠣᠯᠢᠨ ᠴᠡᠯᠭᠡᠷ ᠣᠷᠣᠨ :ᠰᠠᠷᠤᠤᠯ ᠬᠥᠭᠵᠯᠢᠢᠨ ᠳᠡᠯᠭᠡᠷ ᠭᠦᠷᠡᠨ :ᠦᠶᠡᠢᠢᠨ ᠦᠶᠡᠳ ᠡᠨᠬᠵᠢᠨ ᠪᠠᠳᠠᠷᠳᠤᠭᠠᠡ :ᠦᠦᠷᠳᠤᠤᠨ ᠦᠦᠷᠳ ᠪᠠᠳᠵᠢᠨ ᠮᠠᠨᠳᠤᠲᠤᠭᠠᠢ᠃ ᠵᠥᠪᠯᠥᠳ ᠣᠷᠣᠨᠳᠣᠢ ᠵᠠᠶᠠᠠ ᠬᠣᠯᠪᠣᠵ ᠳᠡᠪᠱᠯᠳ ᠣᠯᠣᠨᠳᠣᠢ ᠰᠠᠨᠠᠠ ᠨᠢᠢᠯᠵ ᠬᠠᠨᠳᠠᠬ ᠵᠦᠭᠢᠢᠭ ᠪᠠᠬᠳᠠᠡ ᠪᠠᠷᠢᠰᠠᠨ ᠮᠠᠨᠳᠠᠬ ᠻᠤᠮᠮᠤᠨᠴᠮᠢᠭ ᠴᠤᠭᠳᠣᠡ ᠵᠣᠷᠢᠰᠣᠨ᠃ :ᠰᠠᠡᠬᠠᠨ ᠮᠣᠩᠭᠣᠯᠢᠨ ᠴᠡᠯᠭᠡᠷ ᠣᠷᠣᠨ :ᠰᠠᠷᠤᠤᠯ ᠬᠥᠭᠵᠯᠢᠢᠨ ᠳᠡᠯᠭᠡᠷ ᠭᠦᠷᠡᠨ :ᠦᠶᠡᠢᠢᠨ ᠦᠶᠡᠳ ᠡᠨᠬᠵᠢᠨ ᠪᠠᠳᠠᠷᠳᠤᠭᠠᠡ :ᠦᠦᠷᠳᠤᠤᠨ ᠦᠦᠷᠳ ᠪᠠᠳᠵᠢᠨ ᠮᠠᠨᠳᠤᠲᠤᠭᠠᠢ᠃ |

### 1950-1961
| Cirill írással | Latin írásal | Mongol írással |
| --- | --- | --- |
| Дархан манай хувьсгалт улс Даяар Монголын ариун голомт Дайсны хөлд хэзээ ч орохгүй Дандаа энхжиж үүрд мөнхжинө. Хамаг дэлхийн шударга улстай Хамтран нэгдсэн эгнээг бэхжүүлж Хатан зориг, бүхий л чадлаараа Хайртай Монгол орноо мандуулъя. Ачит Ленин Сталины заасан Ардын чөлөө, жаргалын замаар Агуу Монгол орноо удирдсан Ачит Сүхбаатар, Чойбалсан. Хамаг дэлхийн шударга улстай Хамтран нэгдсэн эгнээг бэхжүүлж Хатан зориг, бүхий л чадлаараа Хайртай Монгол орноо мандуулъя. Зоригт Монголын золтой ардууд Зовлонг тонилгож, жаргалыг эдлэв Жаргалын түлхүүр, хөгжлийн тулгуур Жавхлант манай орон мандтугай. Хамаг дэлхийн шударга улстай Хамтран нэгдсэн эгнээг бэхжүүлж Хатан зориг, бүхий л чадлаараа Хайртай Монгол орноо мандуулъя. | Darhan manaj huvyszgalt ulsz Dajár mongolín ariun golomt Dajszní höld hezé cs orohgüj Dandá enhzsizs űrd mönhzsinö. Hamag delhín sudarga ulsztaj Hamtran negdszen egnég behzsűlzs Hatan zorig, bühí l csadlárá Hajrtaj Mongol ornó mandúlja. Acsit Lyenin Sztaliní zászan Ardín csölő, zsargalín zamár Agú Mongol ornó udirdszan Acsit Szühbátar, Csojbalszan. Hamag delhín sudarga ulsztaj Hamtran negdszen egnég behzsűlzs Hatan zorig, bühí l csadlárá Hajrtaj Mongol ornó mandúlja. Zorigt Mongolín zoltoj ardúd Zovlong tonilgozs, zsargalíg edlev Zsargalín tülhűr, högzslín tulgúr Zsavhlant manaj oron mandtugaj. Hamag delhín sudarga ulsztaj Hamtran negdszen egnég behzsűlzs Hatan zorig, bühí l csadlárá Hajrtaj Mongol ornó mandúlja. | ᠳᠠᠷᠬᠠᠨ ᠮᠠᠨᠠᠶ ᠬᠤᠪᠰᠭᠠᠯᠲ ᠤᠯᠤᠰ ᠳᠠᠶᠠᠷ ᠮᠣᠩᠭᠣᠯ ᠤᠨ ᠠᠷᠢᠭᠤᠨ ᠭᠤᠯᠤᠮᠲᠠ ᠳᠠᠢᠰᠨᠢ ᠺᠥᠯᠳ ᠺᠡᠽᠡᠡ ᠴ ᠣᠷᠣᠺᠭᠦᠢ ᠳᠠᠩᠳᠠ ᠡ᠊ᠩᠬᠡᠵᠢᠵᠦ᠂ ᠡᠭᠦᠷᠢᠳᠡ ᠮᠦᠩᠬᠡᠵᠢᠨᠠ᠃ ᠬᠠᠮᠤᠭ ᠳᠡᠯᠡᠭᠡᠢ ᠢᠨ ᠰᠢᠳᠤᠷᠭᠤ ᠤᠯᠤᠰ ᠲᠠᠢ ᠬᠠᠮᠲᠤᠷᠠᠨ ᠨᠢᠭᠡᠳᠦᠭᠰᠡᠨ ᠡᠪ ᠢᠶᠡᠨ ᠪᠡᠬᠢᠵᠢᠭᠦᠯᠵᠦ ᠬᠠᠲᠤᠨ ᠵᠤᠷᠢᠭ ᠪᠦᠬᠦᠶᠢᠯᠠ ᠴᠢᠳᠠᠯ ᠢᠶᠠᠷ ᠢᠶᠠᠨ ᠬᠠᠢᠢᠷᠠᠲᠠᠢ ᠮᠣᠩᠭᠤᠯ ᠤᠷᠤᠨ ᠢᠶᠠᠨ ᠮᠠᠨᠳᠤᠭᠤᠯᠤᠢᠠ᠃ ᠠᠢᠳ ᠯᠶᠡᠨᠢᠨ ᠰᠳᠠᠯᠢᠨᠢ ᠵᠠᠠᠰᠠᠨ ᠠᠷᠳᠢᠨ ᠴᠥᠯᠤᠤ ᠵᠠᠷᠭᠠᠯᠢᠨ ᠵᠠᠮᠠᠠᠷ ᠠᠭᠤᠤ ᠮᠣᠩᠭᠣᠯ ᠣᠷᠨᠣᠣ ᠤᠳᠢᠷᠳᠰᠠᠨ ᠠᠢᠳ ᠰᠦᠬᠪᠠᠠᠳᠠᠷ ᠴᠣᠢᠪᠠᠯᠰᠠᠨ᠃ ᠬᠠᠮᠤᠭ ᠳᠡᠯᠡᠭᠡᠢ ᠢᠨ ᠰᠢᠳᠤᠷᠭᠤ ᠤᠯᠤᠰ ᠲᠠᠢ ᠬᠠᠮᠲᠤᠷᠠᠨ ᠨᠢᠭᠡᠳᠦᠭᠰᠡᠨ ᠡᠪ ᠢᠶᠡᠨ ᠪᠡᠬᠢᠵᠢᠭᠦᠯᠵᠦ ᠬᠠᠲᠤᠨ ᠵᠤᠷᠢᠭ ᠪᠦᠬᠦᠶᠢᠯᠠ ᠴᠢᠳᠠᠯ ᠢᠶᠠᠷ ᠢᠶᠠᠨ ᠬᠠᠢᠢᠷᠠᠲᠠᠢ ᠮᠣᠩᠭᠤᠯ ᠤᠷᠤᠨ ᠢᠶᠠᠨ ᠮᠠᠨᠳᠤᠭᠤᠯᠤᠢᠠ᠃ ᠵᠣᠷᠭᠳ ᠮᠣᠩᠭᠣᠯ ᠤᠨ ᠽᠣᠯᠳᠣᠢ ᠠᠷᠳᠤᠳ ᠵᠣᠪᠯᠣᠩᠭ ᠳᠣᠨᠢᠯᠭᠭᠣᠵ ᠵᠠᠷᠭᠠᠯᠢᠭ ᠡᠳ᠋ᠯᠡᠪᠡ ᠵᠠᠷᠭᠠᠢᠨ ᠳᠦᠯᠬᠦᠦᠷ ᠬᠥᠭᠵᠯᠢᠢᠨ ᠳᠤᠯᠭᠤᠤᠷ ᠵᠢᠪᠬᠤᠯᠠᠩᠲᠤ ᠮᠠᠨᠠᠶ ᠤᠷᠤᠨ ᠮᠠᠨᠳᠤᠲᠤᠭᠠᠢ᠃ ᠬᠠᠮᠤᠭ ᠳᠡᠯᠡᠭᠡᠢ ᠢᠨ ᠰᠢᠳᠤᠷᠭᠤ ᠤᠯᠤᠰ ᠲᠠᠢ ᠬᠠᠮᠲᠤᠷᠠᠨ ᠨᠢᠭᠡᠳᠦᠭᠰᠡᠨ ᠡᠪ ᠢᠶᠡᠨ ᠪᠡᠬᠢᠵᠢᠭᠦᠯᠵᠦ ᠬᠠᠲᠤᠨ ᠵᠤᠷᠢᠭ ᠪᠦᠬᠦᠶᠢᠯᠠ ᠴᠢᠳᠠᠯ ᠢᠶᠠᠷ ᠢᠶᠠᠨ ᠬᠠᠢᠢᠷᠠᠲᠠᠢ ᠮᠣᠩᠭᠤᠯ ᠤᠷᠤᠨ ᠢᠶᠠᠨ ᠮᠠᠨᠳᠤᠭᠤᠯᠤᠢᠠ᠃ |